# Lucien Villa
Pour les articles homonymes, voir villa (homonymie).
Lucien Villa, né le 17 novembre 1922 à Carcassonne (Aude) et mort le 12 mai 2018 à Bram (Aude), est un homme politique français. Membre du Parti communiste français, il a été député de Paris (20e arrondissement) et vice président de l'Assemblée nationale.

## Biographie
Né dans une famille modeste, Lucien Villa a trois frères et une sœur. Il grandit à Pennautier et s'engage très jeune pour les idées du Front populaire, participant à une grande manifestation à Carcassonne le 14 juillet 1936. Il adhère aux Jeunesses communistes à partir de janvier 1937, puis au Parti communiste français en 1939,.
Il s'engage au Front national de lutte pour la liberté et l'indépendance de la France après la défaite de la France en 1940. Il est arrêté en 1942 et condamné par le régime de Vichy à 18 mois de prison, qu'il effectue au centre de détention d'Eysses, comme nombre de prisonniers politiques. Résistant dans le maquis du puy Mary, il participe à la libération de Saint-Flour. Il rejoint les rangs de la 1re armée française en août 1944, combat près de Strasbourg lors de la capitulation allemande. Il est démobilisé en janvier 1946, retourne à Carcassonne, avant de rejoindre Paris où il devient receveur RATP affecté au dépôt de Lagny (20e arrondissement), au service d’encaissement des bus.

Continuant à militer au Parti communiste, il se présente dans la 31e circonscription de Paris, contre le candidat de l'UNR Albert Marcenet. Après deux échecs, il remporte le siège en 1967, avec un millier de voix d'avance sur son adversaire, au second tour. Mais il perd son siège après la dissolution par le général de Gaulle et le retrouve en 1973, pour deux nouveaux mandats. Il remporte l'élection de 1978 de 200 voix sur le candidat RPR Pierre-Marie Guastavino. Durant ces deux législatures, il s'engage sur des sujets de société, comme le principe du divorce-constat ou la loi informatique et libertés,. Il est devancé, au premier tour des élections législatives de 1981, par le socialiste Jean-Paul Planchou, en faveur duquel il se désiste au second tour. En 1974, à Malakoff (Hauts-de-Seine), Lucien Villa épouse Simone Loupia, née en 1924 à Limoux (Aude) elle aussi ancienne résistante à Carcassonne.
Lucien Villa quitte Paris en 1985. De retour dans l'Aude, il continue à militer au Parti communiste et témoigne auprès des jeunes dans les établissements scolaires pour transmettre la mémoire de la Résistance et de la déportation,,.
Il meurt le 12 mai 2018 à Bram, et repose au cimetière La Conte de Carcassonne.

## Décorations
- Chevalier de la Légion d'honneur (2015)[11]
- Médaille militaire
- Croix de guerre 1939-1945 avec deux citations
- Croix du combattant volontaire de la Résistance
- Croix du combattant
- Insigne des blessés militaires[1]